# 英格兰和威尔士绿党
綠黨（英語：Green Party），又稱英格兰和威尔士绿党（英語：Green Party of England and Wales，缩写为GPEW）是活躍於英國英格兰和威尔士的綠黨。
1990年，英国绿党的蘇格蘭分支和北愛爾蘭分支決定和平分离，分别组建蘇格蘭綠黨和北愛爾蘭綠黨，剩下的英格兰和威尔士的组织则组成英格兰和威尔士绿党。
該黨主張英國應廢除君主制，並推行共和，同時主張政教分離，並主張英國回歸歐盟，且主張廢除傳統的相對多數制，並以比例代表制代替。

## 選舉紀錄

### 下議院大選
綠黨於2010年大選贏得白禮頓閣選區的議席，該區在其後的大選皆由綠黨候選人勝出，可說是該黨的穩得議席。
該黨於2024年大選再贏得三席，新增議席分別位於布里斯托中央、北赫里福德郡及韋弗尼河谷。
綠黨自進入下議院以來，未曾與其他政黨達成執政協議，故一直屬反對黨。

### 歐洲議會選舉
| 選舉年 | 得票數    | 得票率（%） | 議席數 | 排名  |
| ------ | --------- | ----------- | ------ | ----- |
| 1994   | 471,257   | 3.0         | 0      | /     |
| 1999   | 568,236   | 5.3         | 2 / 87 | ━ 第5 |
| 2004   | 948,588   | 5.6         | 2 / 78 | ━ 第5 |
| 2009   | 1,223,303 | 7.8         | 2 / 72 | ━ 第5 |
| 2014   | 1,136,670 | 6.9         | 3 / 73 | ▲ 第4 |
| 2019   | 1,881,306 | 11.8        | 7 / 73 | ━ 第4 |

## 外部連結
- The Green Party of England and Wales （页面存档备份，存于）
- LGBTIQA+ Greens （页面存档备份，存于）